# Osztrák államszerződés
Az osztrák államszerződés (németül: Österreichischer Staatsvertrag [ˈøːstəraɪçɪʃɐ ˈʃtaːtsfɛɐ̯ˌtraːk]) vagy osztrák függetlenségi szerződés (teljes címe: Szerződés a független és demokratikus Ausztria visszaállításáról), aláírva Bécsben 1955. május 15-én (németül: németül: Staatsvertrag betreffend die Wiederherstellung eines unabhängigen und demokratischen Österreich, unterzeichnet in Wien am 15. Mai)). A szerződés újra szuverén állammá tette Ausztriát. 1955. május 15-én írták alá Bécsben, a Belvedere kastélyban a szövetséges megszálló hatalmak (Franciaország, az Egyesült Királyság, az Egyesült Államok és a Szovjetunió) és az osztrák kormány között. A szomszédos Jugoszláv Szövetségi Népköztársaság később csatlakozott a szerződéshez. A szerződés hivatalosan 1955. július 27-én lépett hatályba.

## Általánosságok és szerkezet
A szerződés újra létrehozta a szabad, szuverén és demokratikus Ausztriát. A szerződés alapja az 1943. október 30-i moszkvai nyilatkozat volt. A megállapodás és mellékletei szovjet olajmezők koncessziójáról és a kelet-ausztriai olajfinomítók tulajdonjogáról, valamint a Duna-Gőzhajózási Társaság vagyonának a Szovjetunióra való átruházásáról rendelkeztek.

### A szerződés aláírói
- Szövetséges külügyminiszterek:

Megszállási övezetek Ausztriában, 1945–1955

  - Vjacseszlav Mihajlovics Molotov (Szovjet Szocialista Köztársaságok Szövetsége)
  - John Foster Dulles (Amerikai Egyesült Államok)
  - Harold Macmillan (Egyesült Királyság)
  - Antoine Pinay (Franciaország)
- A megszálló hatalmak főbiztosai:
  - Ivan Iljicsov (Szovjet Szocialista Köztársaságok Szövetsége)
  - Geoffrey Wallinger (Egyesült Királyság)

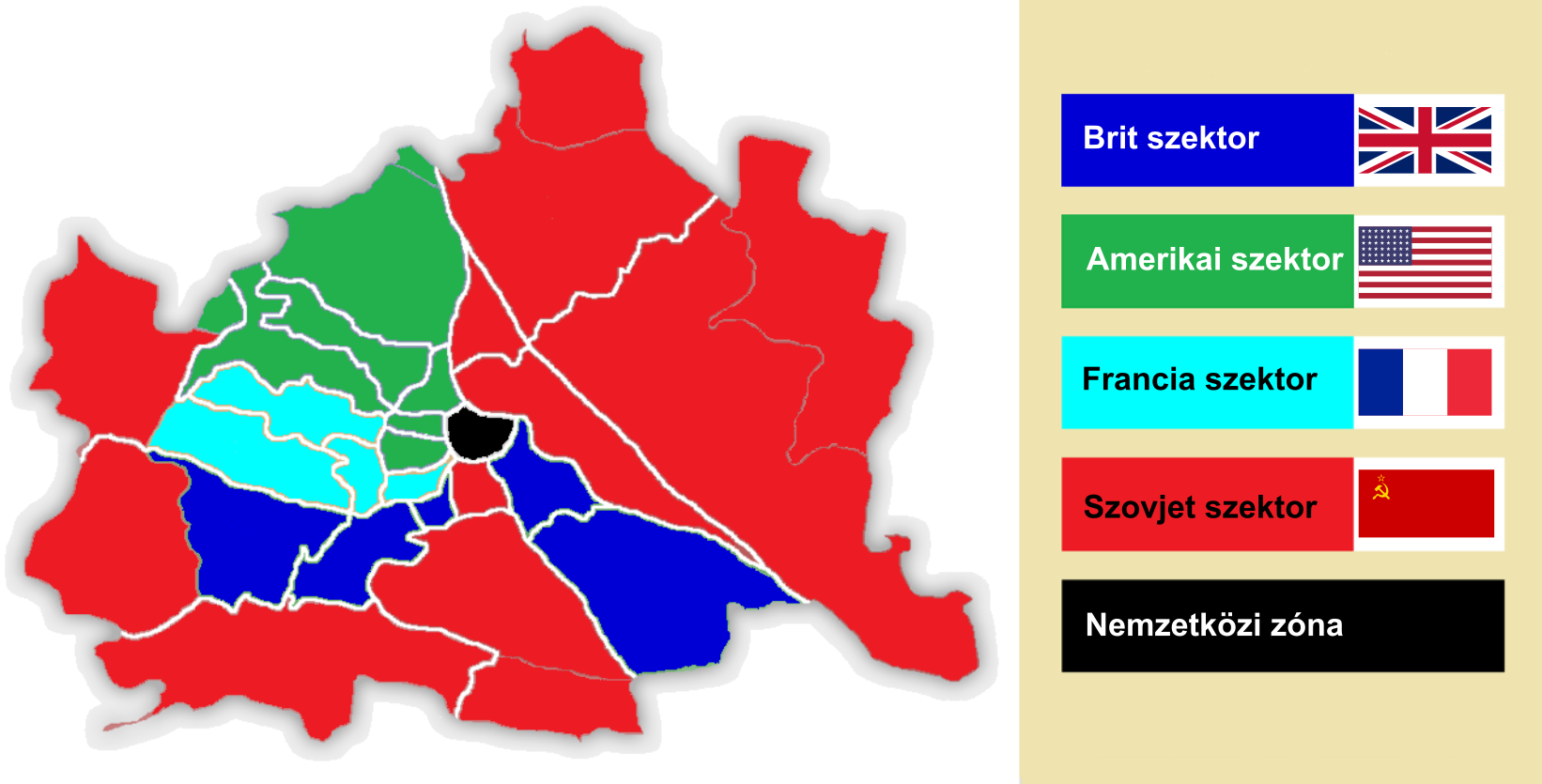
Bécsi megszállási övezetek, 1945–1955

  - Bécsi megszállási övezetek, 1945–1955Llewellyn Thompson (Amerikai Egyesült Államok)
  - Roger Lalouette (Franciaország)
- Osztrák külügyminiszter:
  - Leopold Figl

### A szerződés kilenc része
- Preambulum
- Osztrák államszerződés Dulles, Thompson, Pinay, Lalouette és Leopold Figl osztrák külügyminiszter aláírásávalPolitikai és területi rendelkezések

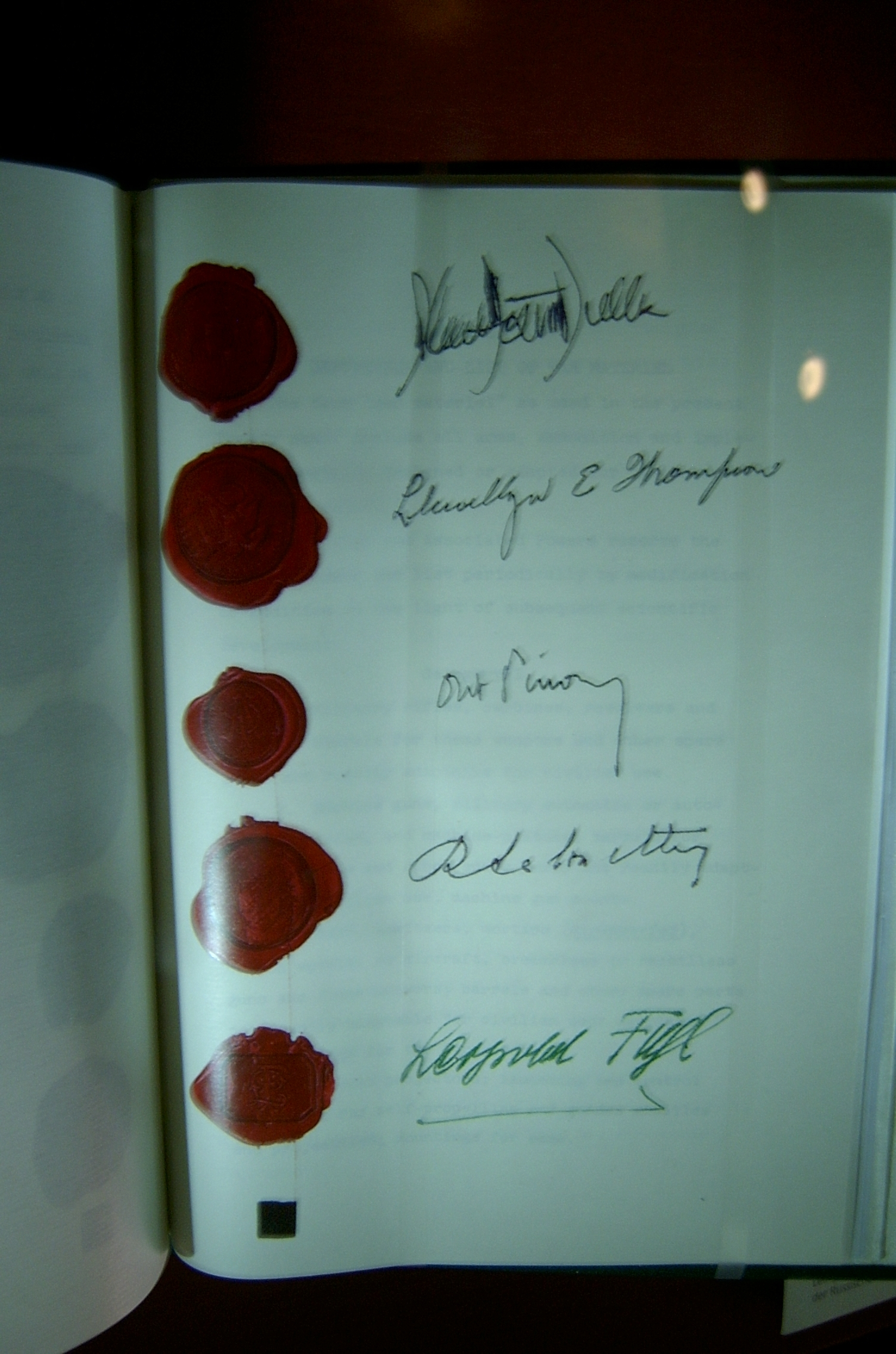
Osztrák államszerződés Dulles, Thompson, Pinay, Lalouette és Leopold Figl osztrák külügyminiszter aláírásával

- Katonai és légi közlekedésre vonatkozó rendelkezések
- Jóvátétel
- Tulajdonjog, jog és érdekek
- Gazdasági kapcsolatok
- A jogvitákra vonatkozó szabályok
- Gazdasági rendelkezések
- Záró rendelkezések

## Előzmények
Az első tárgyalási kísérleteket a háború utáni első kormány tette meg. Ezek azonban kudarcba fulladtak, mert a szövetségesek előbb békeszerződést akartak Németországgal. A hidegháború kialakulásával a szerződés megkötése egyre kevésbé vált valószínűvé. Ausztria azonban sikeresen megtartotta Karintia részét az újjáéledő Jugoszláv Szövetségi Népköztársaság követeléseivel szemben, bár az 1919-ben Olaszország által az Osztrák–Magyar Monarchiától elcsatolt Dél-Tirolról való esetleges újraegyesítés kérdését nem tárgyalták. A tárgyalási légkör Joszif Sztálin 1953-ban bekövetkezett halálával javult, és a szovjet külügyminiszterrel, Molotovval folytatott tárgyalások 1955 februárjában biztosították az áttörést.

## A szerződés fontosabb pontjai
Az általános rendelkezések és az osztrák állam elismerése mellett a szlovén és a horvát kisebbség kisebbségi jogait is kifejezetten részletezték. Az Anschluss (Ausztria politikai egyesülése Németországgal), ahogyan az 1938-ban történt, tilos volt (Ausztria szuverenitásának és függetlenségének német elismeréséről és az Ausztria feletti területi követelésekről való német lemondásról később, a Németországra vonatkozó végleges szabályozásról szóló szerződésben (1990) – a meglévő határokkal kapcsolatban – általánosságban, de nem konkrétan rendelkeztek). A náci és fasiszta szervezeteket betiltották.
Az osztrák semlegesség valójában nem szerepel a szerződés eredeti szövegében, hanem a parlament 1955. október 26-án deklarálta, miután a szerződés értelmében az utolsó szövetséges csapatoknak is el kellett hagyniuk Ausztriát.

## Következmények
A szerződés eredményeként a szövetségesek 1955. október 25-én elhagyták az osztrák területet. Október 26. nemzeti ünnep lett (1965-ig a zászló napjának nevezték). Néha úgy gondolják, hogy a szövetséges csapatok kivonulására emlékezik, de valójában Ausztria semlegességi nyilatkozatát ünnepli, amelyet 1955. október 26-án fogadtak el.

## Fordítás
Ez a szócikk részben vagy egészben  az   Austrian State Treaty című angol Wikipédia-szócikk ezen változatának fordításán alapul.  Az eredeti cikk szerkesztőit annak laptörténete sorolja fel. Ez a jelzés csupán a megfogalmazás eredetét és a szerzői jogokat jelzi, nem szolgál a cikkben szereplő információk forrásmegjelöléseként.